# وسام الدم

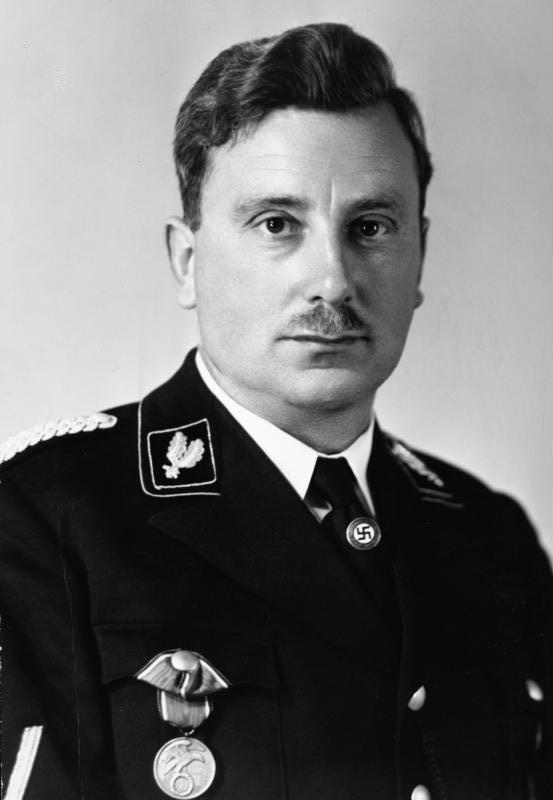
إميل موريس يرتدي وسام الدم

وسام الدم (بالألمانية: Blutorden)‏، والمعروف رسميًا باسم الزخرفة في الذاكرة (الانقلاب في ميونيخ) في 9 نوفمبر 1923 ((بالألمانية: Medaille zur Erinnerung an den 9. November 1923)‏، كان واحدا من أرقى الأوسمة في الحزب النازي. خلال مارس 1934، أذن هتلر بوسام الدم لإحياء ذكرى محاولة الانقلاب التي وقعت في 9 نوفمبر 1923.  الميدالية فضية، أما الوجه الآخر فهو يحمل صورة لنسر يمسك بأكليل البلوط. داخل اكليلا من الزهور هو تاريخ 9.Nov. وإلى اليمين نقش مونشن 1923-1933. يظهر الجزء الخلفي مدخل فلد هرن هاله في حالة من الارتياح (حيث انتهى الانقلاب بالهزيمة)، وفوق ذلك مباشرة الصليب المعقوف بزاوية أشعة الشمس في الخلفية. على طول الحافة العلوية نقش: UND IHR HABT DOCH GESIEGT (وقد فزت بعد كل شيء). 

## التاريخ
في نوفمبر 1936، أصدر هتلر «أوامر» جديدة لـ «أوامر وجوائز» في ألمانيا النازية. يتم سرد أفضل الجوائز للحزب النازي في هذا الترتيب: 1. شارة كوبورغ. 2. شارة حزب نورنبرغ لعام 1929؛ 3. SA Treffen في برونزويك 1931 ؛ 4. شارة الحزب الذهبية. 5. وسام الدم؛ تليها شارات غاو وشارة HJ الذهبية. 

## اقتباسات
1. 1 2  Doehle 1995.
2. ↑  Dombrowski, Hanns (1940). Orders, Ehrenzeichen und Titel
3. ↑  Angolia 1989.